# Minuartia nuristanica
Minuartia nuristanica är en nejlikväxtart som beskrevs av K.H. Rechinger. Minuartia nuristanica ingår i släktet nörlar, och familjen nejlikväxter. Inga underarter finns listade i Catalogue of Life.